# Iveco 190 Turbo
El Iveco 190 Turbo (también conocido como Fiat-Iveco 190 Turbo), es un camión, tractor o semirremolque multiuso para trabajo pesado, fabricado por el fabricante italiano Iveco desde 1981 hasta 1989.

## Historia
En 1981, la creciente demanda de potencia en los países más exigentes, incluida Italia debido a su accidentada geografía, obligó a Iveco, la marca que había sustituido a Fiat V.I. en 1980 en todas las parrillas de los vehículos, a equipar sus camiones pesados con motores turboalimentados.
La serie Fiat-Iveco 170/190, con motores de hasta 360 CV, tenía siete años y fue sustituida por una serie unificada denominada simplemente Iveco 190 Turbo. Todos los modelos estaban ahora equipados exclusivamente con motores turboalimentados. La cabina había evolucionado y presentaba un exterior más suave. Esta era la nueva cabina "Gama T", con el logotipo de Iveco en un lugar destacado en el centro de la parrilla. La primera serie mantuvo las marcas Fiat, Unic, OM o Magirus, ubicadas en la esquina inferior derecha de la parrilla. El parabrisas es más alto e incorpora dos limpiaparabrisas de gran tamaño en lugar de los tres de los 170/190 anteriores.
Forma parte de la extensa familia de camiones pesados de larga distancia Fiat V.I.-Iveco. Este vehículo conservará el doble nombre Fiat-Iveco en Latinoamérica (Argentina y Brasil), donde la marca Iveco no se introdujo oficialmente hasta 1981, seis años después que en Europa.
Será reemplazado en 1984 por los camiones Iveco TurboTech y TurboStar para cubrir el segmento de transporte pesado de 18 a 44 toneladas.
El 190-38 Special, o como lo llaman los italianos, "California", se fabricó en 1983. Lo descubrimos en la primavera de 2013 en un concesionario de Carré, cerca de Thiene, en el norte de Italia. Para entonces, ya había perdido la mayoría de sus atributos de clase especial. Al parecer, su uso más reciente fue como tractor para un semirremolque volquete en las canteras de los alrededores de Brescia. 

## Desarrollo

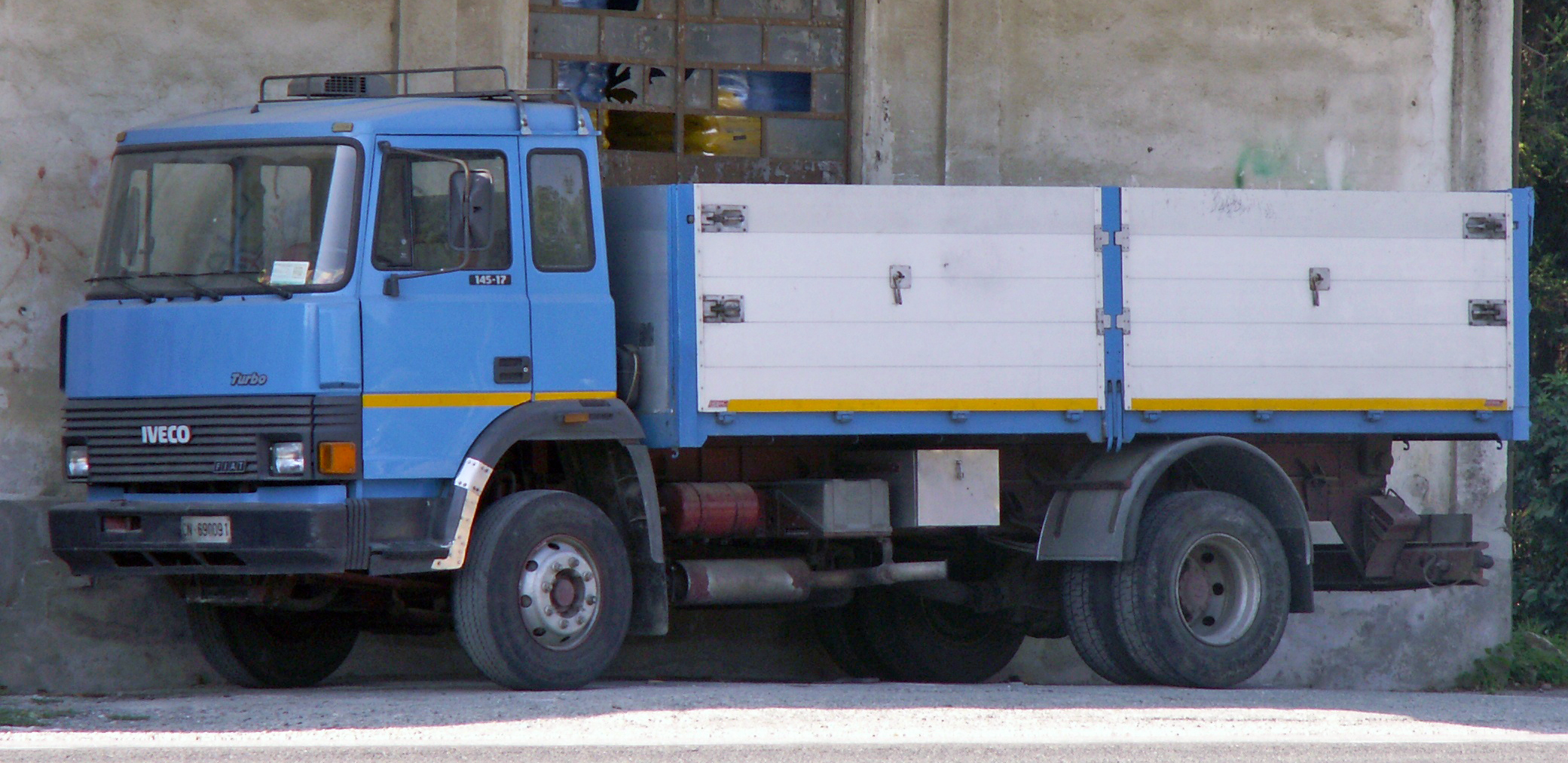
Iveco 145-17 Turbo de peso medio de finales de los ochenta

Originalmente se vendía con la marca Fiat u OM, con un número que indicaba el tonelaje bruto (170-190). La cabina era la misma que la del Fiat 619N1, presentado en 1970, con algunas diferencias en la parte delantera. El camión se ofrecía con dos opciones de motor: diésel de seis cilindros y V8, con una potencia máxima de 330 CV (243 kW).
También se ofrecían versiones más ligeras, como la 110 y la 135. Estos camiones ligeros contaban con motores de seis cilindros en línea capaces de generar 210 CV (154 kW), disponibles en cuatro opciones de distancia entre ejes y con unidad tractora
Además de las insignias Fiat e Iveco, también se utilizaron las de UNIC y Magirus para impulsar las ventas en los mercados donde estas tenían mayor repercusión.
Con la introducción de los turbodiésel, los modelos equipados con estos motores pasaron a conocerse como Iveco Turbo.

## Modelos de peso medio
En 1984 los modelos de gama media recibieron una nueva cabina. La nueva versión era más aerodinámica, con algunos paneles nuevos en la parte delantera. La parrilla, los parachoques, las aletas, los escalones y algunos otros detalles ahora eran de plástico. Las manijas de las puertas rediseñadas se montaron al ras de las puertas. El 135.14 y el 135.17 se diferenciaban por la instalación de un turbocompresor. El motor de seis cilindros en línea 8060 de 5,5 litros de Iveco ofrecía 135 o 168 hp (101 o 125 kW; 137 o 170 PS) respaldado por una caja de cambios ZF de 6 velocidades, la variante superior podía alcanzar una velocidad máxima de 108 km/h (67 mph). Los camiones más pequeños, hasta el 145, tenían sus faros montados en la parrilla, mientras que los modelos más grandes los tenían en el parachoques (165 y superiores). La plataforma estaba disponible en cinco opciones de distancia entre ejes diferentes.
Los modelos de gama media Iveco 159 y 180 llegaron en 1986, sustituyendo a la gama Fiat 160. En 1987, los de motor Deutz (refrigerados por aire).

## Latinoamérica
Este modelo se fabricó en Argentina con el nombre de Iveco 150 entre 1986 y 1997. También existieron modelos de la serie 190, más robustos, así como el 190.33, más potente. El 150 contaba con un motor diésel turboalimentado de seis cilindros en línea de 5,8 litros.

## El Iveco 190 Turbo en resumen
- Motor Fiat 8210.22 de 6 cilindros en línea con una cilindrada de 13.798 cc, que desarrollaba 330 CV a 1.800 rpm y un par motor inimaginable de 1.695 N⋅m a 1.000 rpm. Ningún camión contaba de serie con un motor con semejante par motor.
- Motor Fiat-Iveco 8280-20 V8 con una cilindrada de 17.174 cc, que desarrollaba un récord de 381 CV a 1.900 rpm y un par motor inimaginable de 1.650 N⋅m a 1.200 rpm. Ningún camión contaba de serie con un motor con más de 350 CV.

El cliente puede elegir entre 3 cajas de cambios: Fuller 12513 con 13 velocidades, ZF 16S160 con 16 velocidades o Fiat IM 8165 con 8 velocidades más convertidor hidráulico.

### Características técnicas
- MMA: Camión 4x2: 18/19 t (según el país), más remolque de 18/20 t.
- MMA: Camión 6x2: 3.er eje trasero, pivotante y elevable, 20/24 t (según el país), más remolque de 18/20 t, para un peso combinado del vehículo de 38 a 44 t (según el país).
- MMA tractora/semirremolque: Versión 190T: 38/44 t (según el país).

A diferencia de la práctica habitual en Italia y muchos otros países, donde carroceros especializados convertían camiones rígidos 4x2 en 6x2 con la incorporación de un eje trasero autodireccional y elevable, el fabricante lanzó una versión ya equipada con un tercer eje: el Iveco 220/240.
Poco a poco, a partir de 1982, el logotipo de Iveco en el centro de la parrilla permaneció intacto. Las pequeñas insignias de la marca en la esquina inferior derecha desaparecieron por completo.

### Serie pesada 190 Turbo
| Modelo                                                     | Período     | Motor        | Cilindrada cm3 | Potencia CV DIN | Peso bruto vehicular (GVW) en toneladas |
| ---------------------------------------------------------- | ----------- | ------------ | -------------- | --------------- | --------------------------------------- |
| Fiat 170/190.35N - portador                                | 1976 - 1981 | Fiat 8280.22 | 17.174         | 352             | 18,0 - 44,0                             |
| Fiat 170/190.35T - Tren de carretera de 35/44 t según país | 1976 - 1981 | Fiat 8280.22 | 17.174         | 352             | 18,0 - 44,0                             |
| Iveco 190.33 Turbo                                         | 1981 - 1985 | Fiat 8280.22 | 17.174         | 332             | 38,0/44,0                               |
| Iveco 190.38 Turbo                                         | 1981 - 1985 | Fiat 8280.22 | 17.174         | 381             | 38,0/44,0                               |
| Iveco 190.29 Turbo (Argentina)                             | 1994 - 1998 | Fiat 8210.22 | 13.798         | 286             | 19,0/44,0                               |
| Iveco 190.33 Turbo (Argentina)                             | 1992 - 1998 | Fiat 8210.22 | 13.798         | 334             | 19,0/44,0                               |

## La serie Iveco 190 Turbo en el extranjero
En plus de l'Europe, la série 190 Turbo a aussi été produite à l'étranger :

### Turquía
La filial de Fiat-Iveco en Turquía, Otoyol, produjo el Iveco 190.33 Turbo para su mercado local de 1988 a 1993..

### Argentina
Iveco Argentina produjo 532 unidades de la gama 190 Turbo bajo el nombre Fiat-Iveco 190.33, fabricadas entre 1992 y 1998. A partir de 1994, se lanzó una versión menos potente, el Fiat-Iveco 190.29, para completar la oferta desde cero. Ambos modelos cuentan con el mismo motor Fiat 8210.22, el famoso motor de 6 cilindros en línea de 13.798 cm³. El primero desarrolla 334 CV a 2.000 rpm y un par motor de 1.350 N⋅m a 1.200 rpm, y el segundo, 286 CV.
Estos dos modelos reemplazaron al anterior Fiat 619 que permaneció en producción desde 1969 hasta 1994 con una actualización constante del habitáculo que pasó de la cabina “baffo” al tipo “H” y luego “Gama T”.

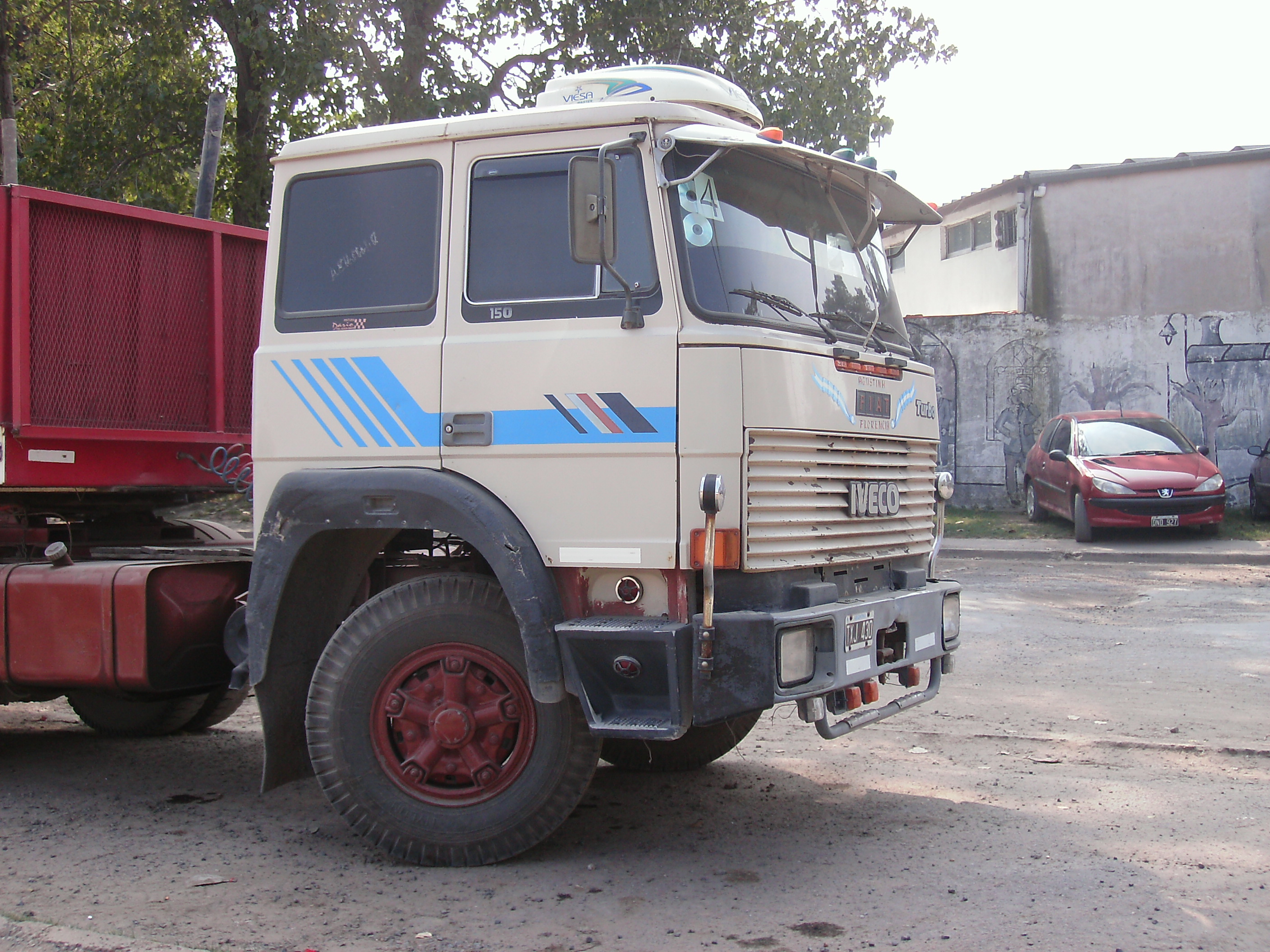
Fiat Iveco 150.

El Fiat Iveco Turbo fue un camión producido en Argentina por Fiat Iveco S.A. en la planta que la empresa tiene en la localidad cordobesa de Ferreyra. Se ofrecía en diferentes modelos: 150, 190 y 190.33. Su producción se inició en 1986 y finalizó en 1997.
El 190.29 es más pequeño que el 190.33 Turbo, y sin este último accesorio, no se trata más que de un 619 "remozado" para unificarlo a una gama que en Italia y el resto de Europa ya tenía un par de años. 
Al igual que su hermano, fueron los últimos exponentes que portaron la denominación Fiat-Iveco, para dar paso a la gama del grupo italiano.
Años más tarde, empezó con la gama EuroTech y EuroCargo en 1995.
Posteriormente, Iveco utilizó el mismo motor OM 8210.42L en el EuroTrakker versión argentina, con turbo e Intercooler desarrollando potencias de 370 CV/410 HP. 
Con respecto al instrumental del tablero, incluía velocímetro con cuenta kilómetros y odómetro, tacómetro, manómetro aceite motor, manómetro aire de frenos posteriores y anteriores, termómetro agua motor, nivel de combustible, indicador óptico insuficiente carga de baterías, indicador óptico (azul) luces altas, indicador óptico (verde) señalador de dirección, indicador óptico (verde) luces de posición, indicador óptico para señal de baja presión de aire y desenganche del remolque, indicador óptico filtro de aire saturado (amarillo) e indicadores ópticos de balizas, baja de presión aceite motor (rojos), baja presión aire para frenos anterior y posterior (rojo), freno estacionamiento y termo arranque motor. 
Componentes externos dotados de espejos retrovisores abatibles, sobre laterales derecho e izquierdo, dos eyectores de agua y dos escobillas limpiaparabrisas, estribo de acceso a la cabina con peldaños antideslizantes, iluminación exterior compuesta de 2 proyectores con luces blancas, 2 faros anteriores de giro, 2 faros auxiliares de largo alcance y 2 faros antiniebla.
En guardabarros, van embutidos faros de luz de giro adicionales y en la parte anterior del techo, van 2 luces de máxima dimensión.
El sistema se completa con 2 faros posteriores que contienen luz de posición, de giro y stop, agregándose al izquierdo la luz de patente.
- Lugar de fabricación: Ferreyra, provincia de Córdoba.
- Comienzo de producción: 1994.
- Término de producción: 1998.
- Origen: Italia.
- Cabina: frontal abatible, de acero, con suspensión propia.
- Bastidor: 2 largueros de sección "U", acero estampado, unidos por travesaños.
- Motor: 8210.02 A031, válvulas a la cabeza.
- Ciclo: diésel 4 tiempos, árbol de levas lateral
- N.º de cilindros: 6 en línea.
- Cilindrada (cm³): 13798
- Diámetro x carrera (mm): 137 x 156.
- Potencia (HP SAE): 286 a 2200 r. p. m.
- Par motor (kgm): 101 a 900 r. p. m.
- Relación de compresión: 16 a 1.
- Consumo específico: 162 gr CV/h.
- Sistema de combustible: Inyección directa.
- Bomba inyectora: lineal, con regulador mecánico de máximo y mínimo.
- Alimentación de aire: Filtro de aire seco.
- Refrigeración: agua, bomba centrífuga y ventilador coaxial, 2 termostatos en paralelo controlan la temperatura.
- Transmisión: 4x2 a las ruedas traseras, tubular con juntas cardánicas sobre cojinetes de agujas.
- Embrague: monodisco en seco orgánico, diámetro 16,5" (419mm), comando hidráulico servoasistido neumáticamente.
- Caja de velocidades: Fuller MRT 9509C de 9 marchas hacia adelante y 2 hacia atrás.
- Opcional: Fuller MRTO 9513 de 13 marchas hacia adelante y 2 hacia atrás.
- Puente posterior: portante constituido por caja central y manguitos en los extremos soldados a tope. Capacidad de carga (kg): 13000. Reducción total: 1:4,92.
- Eje delantero: acero estampado de sección doble "T", masas montadas sobre cojinetes a rodillos cónicos. Puntas de ejes montadas sobre bujes con cojinetes de empuje axial a rodillos cónicos.
- Capacidad de carga eje delantero: 7500 Kg.
- Suspensión delantera: a ballestas semielípticas, amortiguadores hidráulicos de doble efecto y topes de goma. Opcional barra estabilizadora.
- Suspensión trasera:
- 190.29N (chasis): ballestas semielípticas con ballestín auxiliar y topes de goma. Opcional barra estabilizadora.
- 190.29T (tractor): ballestas semielípticas de doble flexibilidad con ballestín auxiliar, 4 amortiguadores, barra estabilizadora y topes de goma.
- Frenos: neumáticos de 3 circuitos independientes, uno por eje y uno para remolque.
- Freno motor: accionamiento neumático por comando a pedal.
- Freno estacionamiento: Spring Brake, comando neumático por válvula manual, acciona sobre eje posterior y remolque.
- Dirección: ZF a bolillas recirculantes, asistida hidráulicamente, relación: 20,1:1 a 23,8:1.
- Llantas: artilleras de 6 rayos, rodado 20".
- Neumáticos: 11.00x20" - 16 telas, opcional: 12.00x20" - 18 telas.
- Prestaciones: Con 44000 kg de peso bruto y rodado 11.00x20" - 16 telas.
- Velocidad máxima: 90 km/h.
- Pendiente máxima superable: 25%.
- Sistema eléctrico: 24 V. Alternador: 24 V 1200 W. Baterías: 2x12 V en serie de 140 Ah.

Suministros (en litros)
- Tanque de Gas-Oil:
- 190.29N: 600     190.29T: 550
- Aceite: 26.
- Agua: 50.

Dimensiones (en mm)
- 190.29T    190.29N
- Distancia entre ejes:   3485          4550
- Largo total:                 5920        7925
- Ancho:                                                                                        2500
- Alto:                            3137         3090
- Trocha delantera:                 2054
- Trocha trasera:                     1792
- Despeje trasero:                    270
- Voladizo delantero:              1410
- Voladizo trasero:         1025        1965
- Radio de giro:              7050        8700
- Trasero cabina:                     740
- Tara (kg):                                                          7050        6850
- C.M.T (kg):                38000       44000

### Brasil
Fiat Diesel, antigua filial de Alfa Romeo, F.N.M., adquirida en 1979, produjo el Fiat-Iveco 190.33 Turbo a partir de 1982.

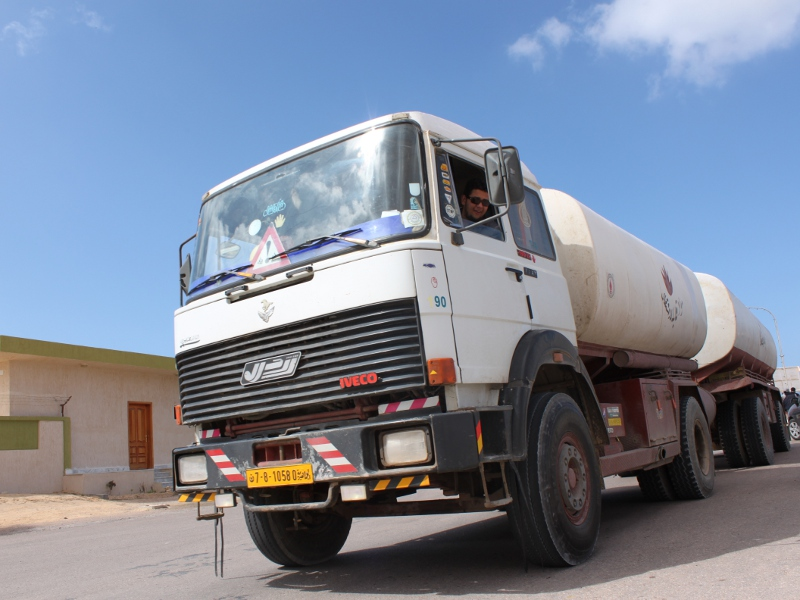
Un Iveco 190 Turbo fabricado en Libia

### Libia
El fabricante de camiones estatal libio Libyan Trucks and Bus Co., fundado en 1975 con el Grupo Fiat como propietario del 25%, ensambló la gama 190 Turbo en su fábrica cerca de Trípoli.